# Liste der Bodendenkmäler in Bad Windsheim
Auf dieser Seite sind die Bodendenkmäler in der mittelfränkischen Stadt Bad Windsheim zusammengestellt. Diese Tabelle ist eine Teilliste der Liste der Bodendenkmäler in Bayern. Grundlage ist die Bayerische Denkmalliste, die auf Basis des Bayerischen Denkmalschutzgesetzes vom 1. Oktober 1973 erstmals erstellt wurde und seither durch das Bayerische Landesamt für Denkmalpflege geführt wird. Die folgenden Angaben ersetzen nicht die rechtsverbindliche Auskunft der Denkmalschutzbehörde.

## Bodendenkmäler der Gemeinde Bad Windsheim

### Gemarkung Bad Windsheim
| Lage                     | Objekt | Akten-Nr.     | Bild |
| ------------------------ | --- | ------------- | ---- |
| Bad Windsheim (Standort) | Mittelalterliche und frühneuzeitliche Befunde im Bereich der evangelisch-lutherischen Stadtpfarrkirche St. Kilian in Bad Windsheim.       | D-5-6428-0002 |      |
| Bad Windsheim (Standort) | Siedlung des Mittelalters. | D-5-6428-0007 |      |
| Bad Windsheim (Standort) | Friedhof des Mittelalters und der frühen Neuzeit.                                                                                         | D-5-6428-0010 |      |
| Bad Windsheim (Standort) | Siedlung vor- und frühgeschichtlicher Zeitstellung.                                                                                       | D-5-6428-0014 |      |
| Bad Windsheim (Standort) | Siedlung vor- und frühgeschichtlicher Zeitstellung.                                                                                       | D-5-6428-0015 |      |
| Bad Windsheim (Standort) | Siedlung der Völkerwanderungszeit. | D-5-6428-0029 |      |
| Bad Windsheim (Standort) | Mittelalterliche und frühneuzeitliche Befunde im Bereich des hochmittelalterlichen Marktes Windsheim.                                     | D-5-6428-0188 |      |
| Bad Windsheim (Standort) | Hochmittelalterliche Befestigung des Marktes Windsheim.                                                                                   | D-5-6428-0189 |      |
| Bad Windsheim (Standort) | Mittelalterliche und frühneuzeitliche Befunde im Bereich der hochmittelalterlichen Stadt Windsheim.                                       | D-5-6428-0190 |      |
| Bad Windsheim (Standort) | Hoch- und spätmittelalterliche Stadtbefestigung von Windsheim.                                                                            | D-5-6428-0191 |      |
| Bad Windsheim (Standort) | Mittelalterliche und frühneuzeitliche Befunde im Bereich der spätmittelalterlichen Stadterweiterung von Windsheim.                        | D-5-6428-0192 |      |
| Bad Windsheim (Standort) | Spätmittelalterliche und frühneuzeitliche Stadtbefestigung von Windsheim.                                                                 | D-5-6428-0193 |      |
| Bad Windsheim (Standort) | Mittelalterliche und frühneuzeitliche Befunde im Bereich des ehemaligen Augustinereremitenklosters in Bad Windsheim.                      | D-5-6428-0194 |      |
| Bad Windsheim (Standort) | Mittelalterliche und frühneuzeitliche Befunde im Bereich der ehemaligen evangelisch-lutherischen Spitalkirche Hl. Geist in Bad Windsheim. | D-5-6428-0195 |      |
| Bad Windsheim (Standort) | Mittelalterliche und frühneuzeitliche Befunde im Bereich des ehemaligen Hl.-Geist-Spitals in Bad Windsheim.                               | D-5-6428-0196 |      |
| Bad Windsheim (Standort) | Mittelalterliche und frühneuzeitliche Befunde im Bereich der evangelisch-lutherischen Nebenkirche St. Maria am See in Bad Windsheim.      | D-5-6428-0197 |      |
| Bad Windsheim (Standort) | Siedlung der Steinzeiten. | D-5-6528-0154 |      |
| Bad Windsheim (Standort) | Siedlung vorgeschichtlicher Zeitstellung und Wüstung des Mittelalters.                                                                    | D-5-6528-0155 |      |
| Bad Windsheim (Standort) | Siedlung des Neolithikums und Wüstung des Mittelalters.                                                                                   | D-5-6528-0156 |      |
| Bad Windsheim (Standort) | Siedlung vorgeschichtlicher Zeitstellung und des Neolithikums.                                                                            | D-5-6528-0183 |      |
| Bad Windsheim (Standort) | Siedlung des Neolithikums und des frühen Mittelalters.                                                                                    | D-5-6528-0223 |      |

### Gemarkung Berolzheim
| Lage                  | Objekt | Akten-Nr.     | Bild |
| --------------------- | --- | ------------- | ---- |
| Berolzheim (Standort) | Siedlung der späten Kaiserzeit.                                                                                             | D-5-6428-0153 |      |
| Berolzheim (Standort) | Mittelalterliche und frühneuzeitliche Befunde im Bereich der evangelisch-lutherischen Filialkirche St. Jakob in Berolzheim. | D-5-6428-0199 |      |

### Gemarkung Humprechtsau
| Lage                    | Objekt | Akten-Nr.     | Bild |
| ----------------------- | --- | ------------- | ---- |
| Herbolzheim (Standort)  | Freilandstation des Mesolithikums, Siedlung des Neolithikums, Grabhügel vorgeschichtlicher Zeitstellung.                                                                                            | D-5-6428-0092 |      |
| Humprechtsau (Standort) | Grabhügel vor- und frühgeschichtlicher Zeitstellung. | D-5-6428-0101 |      |
| Humprechtsau (Standort) | Mittelalterliche und frühneuzeitliche Befunde im Bereich der evangelisch-lutherischen Filialkirche St. Maria in Humprechtsau einschließlich ihres Kirchhofes mit Körperbestattungen und Umfriedung. | D-5-6428-0183 |      |
| Humprechtsau (Standort) | Untertägige spätmittelalterliche und frühneuzeitliche Befunde im Bereich des Wasserburgstalls in Humprechtsau.                                                                                      | D-5-6428-0255 |      |

### Gemarkung Ickelheim
| Lage                         | Objekt | Akten-Nr.     | Bild |
| ---------------------------- | --- | ------------- | ---- |
| Ickelheim (Standort)         | Siedlung vorgeschichtlicher Zeitstellung.                                                                                 | D-5-6428-0139 |      |
| Ickelheim (Standort)         | Befestigung vor- und frühgeschichtlicher Zeitstellung.                                                                    | D-5-6528-0006 |      |
| Ickelheim (Standort)         | Abschnittsbefestigung und Höhensiedlung des Neolithikums, der Urnenfelder- und der Hallstattzeit.                         | D-5-6528-0007 |      |
| Ickelheim (Standort)         | Siedlung vorgeschichtlicher Zeitstellung.                                                                                 | D-5-6528-0008 |      |
| Ickelheim (Standort)         | Siedlung vorgeschichtlicher Zeitstellung.                                                                                 | D-5-6528-0009 |      |
| Ickelheim (Standort)         | Siedlung vorgeschichtlicher Zeitstellung.                                                                                 | D-5-6528-0011 |      |
| Ickelheim (Standort)         | Siedlung vor- und frühgeschichtlicher Zeitstellung.                                                                       | D-5-6528-0013 |      |
| Ickelheim (Standort)         | Siedlung vor- und frühgeschichtlicher Zeitstellung.                                                                       | D-5-6528-0017 |      |
| Ickelheim (Standort)         | Siedlung vor- und frühgeschichtlicher Zeitstellung.                                                                       | D-5-6528-0018 |      |
| Ickelheim (Standort)         | Siedlung vor- und frühgeschichtlicher Zeitstellung.                                                                       | D-5-6528-0019 |      |
| Ickelheim (Standort)         | Siedlung vor- und frühgeschichtlicher Zeitstellung.                                                                       | D-5-6528-0020 |      |
| Ickelheim (Standort)         | Siedlung vor- und frühgeschichtlicher Zeitstellung.                                                                       | D-5-6528-0021 |      |
| Ickelheim (Standort)         | Siedlung vor- und frühgeschichtlicher Zeitstellung.                                                                       | D-5-6528-0022 |      |
| Ickelheim (Standort)         | Siedlung vor- und frühgeschichtlicher Zeitstellung.                                                                       | D-5-6528-0023 |      |
| Ickelheim (Standort)         | Siedlung vor- und frühgeschichtlicher Zeitstellung.                                                                       | D-5-6528-0024 |      |
| Oberaltenbernheim (Standort) | Freilandstation des Mesolithikums sowie Siedlung des Neolithikums, der Urnenfelder- und Latènezeit.                       | D-5-6528-0114 |      |
| Ickelheim (Standort)         | Siedlung des Neolithikums und der Bronzezeit.                                                                             | D-5-6528-0131 |      |
| Ickelheim (Standort)         | Siedlung des Neolithikums, der Latènezeit und der frühen römischen Kaiserzeit.                                            | D-5-6528-0172 |      |
| Ickelheim (Standort)         | Siedlung vorgeschichtlicher Zeitstellung, der Latènezeit und der römischen Kaiserzeit.                                    | D-5-6528-0187 |      |
| Ickelheim (Standort)         | Siedlung vorgeschichtlicher Zeitstellung.                                                                                 | D-5-6528-0188 |      |
| Ickelheim (Standort)         | Siedlung vorgeschichtlicher Zeitstellung.                                                                                 | D-5-6528-0189 |      |
| Ickelheim (Standort)         | Siedlung der Urnenfelderzeit sowie mittelalterliche und frühneuzeitliche Befunde im Ortsbereich von Ickelheim.            | D-5-6528-0237 |      |
| Ickelheim (Standort)         | Mittelalterliche und frühneuzeitliche Befunde im Bereich der evangelisch-lutherischen Pfarrkirche St. Georg in Ickelheim. | D-5-6528-0238 |      |
| Ickelheim (Standort)         | Mittelalterliche und frühneuzeitliche Befunde im Bereich der ehemaligen Ortsbefestigung von Ickelheim.                    | D-5-6528-0240 |      |
| Ickelheim (Standort)         | Siedlung vor- und frühgeschichtlicher Zeitstellung.                                                                       | D-5-6528-0242 |      |
| Ickelheim (Standort)         | Siedlung der Spätlatènezeit und der römischen Kaiserzeit.                                                                 | D-5-6528-0243 |      |
| Ickelheim (Standort)         | Bestattungsplatz mit Grabhügeln vorgeschichtlicher Zeitstellung.                                                          | D-5-6528-0298 |      |

### Gemarkung Külsheim
| Lage                            | Objekt | Akten-Nr.     | Bild |
| ------------------------------- | --- | ------------- | ---- |
| Külsheim (Standort)             | Mittelalterlicher Burgstall.                                                                                                | D-5-6428-0018 |      |
| Külsheim (Standort)             | Siedlung der Urnenfelderzeit.                                                                                               | D-5-6428-0020 |      |
| Külsheim (Standort)             | Siedlung vorgeschichtlicher Zeitstellung, der Urnenfelder- und Latènezeit.                                                  | D-5-6428-0024 |      |
| Külsheim (Standort)             | Siedlung vor- und frühgeschichtlicher Zeitstellung.                                                                         | D-5-6428-0025 |      |
| Külsheim (Standort)             | Siedlung vor- und frühgeschichtlicher Zeitstellung.                                                                         | D-5-6428-0026 |      |
| Külsheim (Standort)             | Siedlung vorgeschichtlicher Zeitstellung.                                                                                   | D-5-6428-0121 |      |
| Külsheim (Standort)             | Siedlung vorgeschichtlicher Zeitstellung.                                                                                   | D-5-6428-0122 |      |
| Külsheim (Standort)             | Siedlung vorgeschichtlicher Zeitstellung.                                                                                   | D-5-6428-0123 |      |
| Külsheim (Standort)             | Siedlung der Bronzezeit und Urnenfelderzeit.                                                                                | D-5-6428-0124 |      |
| Külsheim (Standort)             | Siedlung vorgeschichtlicher Zeitstellung und der Latènezeit.                                                                | D-5-6428-0129 |      |
| Külsheim (Standort)             | Siedlung der Latènezeit. | D-5-6428-0130 |      |
| Külsheim (Standort)             | Siedlung der Latènezeit. | D-5-6428-0131 |      |
| Külsheim (Standort)             | Siedlung vorgeschichtlicher Zeitstellung.                                                                                   | D-5-6428-0133 |      |
| Külsheim (Standort)             | Siedlung vorgeschichtlicher Zeitstellung.                                                                                   | D-5-6428-0134 |      |
| Külsheim/Lenkersheim (Standort) | Siedlung der Vorgeschichte.                                                                                                 | D-5-6428-0157 |      |
| Külsheim (Standort)             | Siedlung vorgeschichtlicher Zeitstellung.                                                                                   | D-5-6428-0178 |      |
| Külsheim (Standort)             | Siedlung vorgeschichtlicher Zeitstellung.                                                                                   | D-5-6428-0180 |      |
| Külsheim (Standort)             | Mittelalterliche und frühneuzeitliche Befunde im Bereich der evangelisch-lutherischen Pfarrkirche St. Walburga in Külsheim. | D-5-6428-0202 |      |
| Külsheim (Standort)             | Mittelalterlicher Burgstall.                                                                                                | D-5-6428-0204 |      |
| Külsheim (Standort)             | Siedlung der Urnenfelderkultur                                                                                              | D-5-6428-0220 |      |
| Külsheim (Standort)             | Siedlung vorgeschichtlicher Zeitstellung.                                                                                   | D-5-6428-0256 |      |
| Külsheim (Standort)             | Wasserleitung des späten Mittelalters.                                                                                      | D-5-6428-0257 |      |

### Gemarkung Lenkersheim
| Lage                   | Objekt | Akten-Nr.     | Bild |
| ---------------------- | --- | ------------- | ---- |
| Lenkersheim (Standort) | Grabhügel vor- und frühgeschichtlicher Zeitstellung. | D-5-6428-0016 |      |
| Lenkersheim (Standort) | Siedlung vorgeschichtlicher Zeitstellung. | D-5-6428-0030 |      |
| Lenkersheim (Standort) | Siedlung vor- und frühgeschichtlicher Zeitstellung. | D-5-6428-0031 |      |
| Lenkersheim (Standort) | Siedlung vorgeschichtlicher Zeitstellung und der Latènezeit. | D-5-6428-0137 |      |
| Lenkersheim (Standort) | Siedlung des Neolithikums und der Latènezeit. | D-5-6428-0138 |      |
| Lenkersheim (Standort) | Siedlung der Latènezeit, der römischen Kaiserzeit sowie des Früh- und Hochmittelalters.                                                                                                   | D-5-6428-0140 |      |
| Lenkersheim (Standort) | Siedlung vorgeschichtlicher Zeitstellung und des Neolithikums. | D-5-6428-0141 |      |
| Lenkersheim (Standort) | Siedlung der Bronzezeit, Urnenfelder, Hallstatt-, Spätlatène- und römischen Kaiserzeit sowie des frühen bis späten Mittelalters und der Neuzeit.                                          | D-5-6428-0158 |      |
| Lenkersheim (Standort) | Siedlung vorgeschichtlicher Zeitstellung und der Latènezeit. | D-5-6428-0174 |      |
| Lenkersheim (Standort) | Siedlung vorgeschichtlicher Zeitstellung und der Latènezeit sowie Wüstung des Hochmittelalters.                                                                                           | D-5-6428-0177 |      |
| Lenkersheim (Standort) | Mittelalterliche und frühneuzeitliche Befunde im Ortsbereich von Lenkersheim. | D-5-6428-0200 |      |
| Lenkersheim (Standort) | Archäologische Befunde im Bereich der evangelisch-lutherischen Pfarrkirche Dreifaltigkeit in Lenkersheim, ihres hoch- und spätmittelalterlichen umwehrten Vorgängerbaus und Herrensitzes. | D-5-6428-0205 |      |
| Lenkersheim (Standort) | Mittelalterliche Stadtbefestigung von Lenkersheim. | D-5-6428-0206 |      |
| Lenkersheim (Standort) | Siedlung vor- und frühgeschichtlicher Zeitstellung. | D-5-6528-0026 |      |
| Lenkersheim (Standort) | Siedlung vor- und frühgeschichtlicher Zeitstellung. | D-5-6528-0027 |      |
| Lenkersheim (Standort) | Siedlung vor- und frühgeschichtlicher Zeitstellung. | D-5-6528-0028 |      |
| Lenkersheim (Standort) | Geologie mit bronzezeitlichen und mittelalterlichen Sedimenten. | D-5-6528-0029 |      |
| Lenkersheim (Standort) | Siedlung vorgeschichtlicher Zeitstellung, der Urnenfelder- und Latènezeit sowie der römischen Kaiserzeit.                                                                                 | D-5-6528-0190 |      |
| Lenkersheim (Standort) | Siedlung vorgeschichtlicher Zeitstellung und der Latènezeit sowie Wüstung des Hochmittelalters.                                                                                           | D-5-6528-0211 |      |
| Lenkersheim (Standort) | Grabhügel vorgeschichtlicher Zeitstellung. | D-5-6528-0292 |      |
| Lenkersheim (Standort) | Abschnittsbefestigung mit archäologischen Befunden des frühen oder hohen Mittelalters. | D-5-6528-0294 |      |
| Lenkersheim (Standort) | Bestattungsplatz mit Grabhügeln vorgeschichtlicher Zeitstellung. | D-5-6528-0297 |      |

### Gemarkung Oberntief
| Lage                 | Objekt                                                                                              | Akten-Nr.     | Bild |
| -------------------- | --------------------------------------------------------------------------------------------------- | ------------- | ---- |
| Oberntief (Standort) | Mittelalterlicher Burgstall.                                                                        | D-5-6428-0035 |      |
| Oberntief (Standort) | Siedlung vorgeschichtlicher Zeitstellung.                                                           | D-5-6428-0114 |      |
| Oberntief (Standort) | Mittelalterliche Wasserburg.                                                                        | D-5-6428-0209 |      |
| Oberntief (Standort) | Mittelalterliche und frühneuzeitliche Befunde im Bereich der ehemaligen Marienkapelle in Oberntief. | D-5-6428-0212 |      |

### Gemarkung Rüdisbronn
| Lage                  | Objekt | Akten-Nr.     | Bild |
| --------------------- | --- | ------------- | ---- |
| Rüdisbronn (Standort) | Mittelalterlicher Turmhügel. | D-5-6428-0038 |      |
| Rüdisbronn (Standort) | Siedlung vor- und frühgeschichtlicher Zeitstellung. | D-5-6428-0041 |      |
| Rüdisbronn (Standort) | Mittelalterliche und frühneuzeitliche Befunde im Bereich der evangelisch-lutherischen Pfarrkirche St. Maria und Pankratius und des befestigten Friedhofs in Rüdisbronn. | D-5-6428-0213 |      |

### Gemarkung Wiebelsheim
| Lage                   | Objekt | Akten-Nr.     | Bild |
| ---------------------- | --- | ------------- | ---- |
| Wiebelsheim (Standort) | Siedlung vor- und frühgeschichtlicher Zeitstellung.                                                                            | D-5-6428-0017 |      |
| Wiebelsheim (Standort) | Siedlung vor- und frühgeschichtlicher Zeitstellung.                                                                            | D-5-6428-0044 |      |
| Wiebelsheim (Standort) | Siedlung vor- und frühgeschichtlicher Zeitstellung.                                                                            | D-5-6428-0045 |      |
| Wiebelsheim (Standort) | Siedlung vorgeschichtlicher Zeitstellung.                                                                                      | D-5-6428-0142 |      |
| Wiebelsheim (Standort) | Mittelalterliche und frühneuzeitliche Befunde im Bereich der evangelisch-lutherischen Pfarrkirche St. Nikolaus in Wiebelsheim. | D-5-6428-0216 |      |
| Wiebelsheim (Standort) | Siedlung vorgeschichtlicher Zeitstellung und der Latènezeit sowie Wüstung des Mittelalters.                                    | D-5-6528-0212 |      |